# Cartão de referência
Cartões de referência ou Guia de Referência Rápida são pequenos documentos impressos ou em formato digital que permitem uma consulta rápida sobre uso ou sintaxe de linguagens de programação, recursos de softwares, entre outros.
O estilo de documentação utilizado nos cartões de referência é bastante conciso e costuma estar categorizado conforme a estrutura da informação que está se referindo. Por exemplo, para linguagens de programação poderia se deter na sintaxe, códigos de erro, forma de compilar, e em cada um destes tópicos elencar todas as possibilidades e detalhes para auxiliar ao usuário.
O formato impresso costuma ser uma brochura tamanho A5 formando um livreto esguio. Nos anos 80 foram muito populares os cartões em formato dobrável verso-reverso.